# Delray Beach Open 2021
Delray Beach Open 2021 var den 29:e upplagan av Delray Beach Open, en tennisturnering i Delray Beach, USA. Turneringen var en del av 250 Series på ATP-touren 2021 och spelades på hard court mellan den 7–13 januari 2021.

## Mästare

### Singel
- Hubert Hurkacz besegrade  Sebastian Korda, 6–3, 6–3

### Dubbel
- Ariel Behar /  Gonzalo Escobar besegrade  Christian Harrison /  Ryan Harrison, 6–7(5–7), 7–6(7–4), [10–4]